# Easy Lover (Miley-Cyrus-Lied)
Easy Lover (englisch für „Einfacher Liebhaber“) ist ein Lied der US-amerikanischen Sängerin Miley Cyrus, das im Mai 2025 erschien.

## Entstehung und Veröffentlichung
Geschrieben wurde das Lied von der Interpretin selbst, zusammen mit den Koautoren Omer Fedi, Michael Pollack und Ryan Tedder. Pollack zeichnete zudem, zusammen mit Shawn Everett und Jonathan Rado für die Produktion verantwortlich. Bei der Aufnahme wurde Cyrus von Brittany Howard an der E-Gitarre, Pino Palladino am Bass und Sara Watkins an der Geige begleitet.
Cyrus schrieb Easy Lover ursprünglich, um es für ihr siebtes Studioalbum Plastic Hearts (November 2020) aufzunehmen; da das Lied aber nicht den von ihr gewünschten Sound erreichte, wurde es vom Album gestrichen. Jahre später wurde Cyrus von der US-amerikanischen Sängerin Beyoncé gebeten, an ihrem Countryalbum Cowboy Carter (März 2024) mitzuwirken. Daraufhin wurden Easy Lover und II Most Wanted – ursprünglich als „Shotgun Rider“ betitelt – an Beyoncé geschickt und letzterer wurde schließlich ausgewählt.
Die Erstveröffentlichung von Easy Lover erfolgte schließlich am 30. Mai 2025 bei Columbia Records, als Teil von Cyrus’ neunten Studioalbum Something Beautiful (Katalognummer: 19802915912). Das Lied erschien nicht als Single, wurde aber am Tag der Albumveröffentlichung als Videoauskopplung veröffentlicht. Vor der offiziellen Veröffentlichung, präsentierte Cyrus das Lied bereits über die sozialen Medien.

## Inhalt und Stil
Musikkritiker charakterisieren Easy Lover als Pop-Rock- und Softrock-Titel, mit Elementen von Blues, und Country. Er ist auf einem Up-tempo-Beat aufgebaut, der von Hannah Dailey vom Billboard als „groovy“ beschrieben wurde, und enthält überwiegend Bass und Gitarren. Mehrere Kritiker sahen Ähnlichkeiten zwischen dem Stil von Easy Lover und Cyrus’ Countryalbum Younger Now (September 2017).

## Musikvideo
Das Musikvideo zu Easy Lover entstand unter der Regie von Jacob Bixenman, Miley Cyrus sowie Brendan Walter und feierte am 30. Mai 2025 sein Premiere. Es zeigt es die Sängerin im Showgirl-Stil, wie sie in einer Umkleidekabine ihr Outfit, ihre Haare und ihr Make-up vorbereitet und später den Song auf der Bühne eines Filmstudios performt.

## Rezensionen
Das Rolling Stone kürte Easy Lover zu einem der besten Titel der Veröffentlichungswoche, Sal Cinquemani vom Slant Magazine lobte den Refrain des Liedes und sagte, dass er „zum Mitsingen einlädt“, Roisin O’Connor lobte die instrumentale Beteiligung von Pino Palladino am Bass und Sara Watkins an der Geige.
Madison Bloom von Pitchfork hingegen bezeichnete es als „einen weiteren Bruno-Mars-Ableger“ und beschrieb es als „referenziell, uninspiriert und wirklich nur eine Neuanordnung von Stücken, die nicht ganz in ihre neue Konfiguration passen“.

## Chartplatzierungen
| ChartsChartplatzierungen       | Höchstplatzierung | Wochen |
| ------------------------------ | ----------------- | ------ |
| Vereinigte Staaten (Billboard) | 82 (… Wo.)        | …      |
| Vereinigtes Königreich (OCC)   | 64 (… Wo.)        | …      |